# Jordi Burés
Jordi Burés es catedrático universitario del Departamento de Química de la Universidad de Manchester .  Su investigación en general es en las áreas de química orgánica y física, especializándose en estudios mecanicistas, resonancia magnética nuclear y catálisis .

## Educación
Burés completó su Bachiller en Ciencias en la Universidad de Barcelona en 2003.  Luego continuó cursando su MRes y su Doctorado en Filosofía en la misma universidad con Jaume Vilarrasa, completándolo con éxito en 2009. 

## Investigación y carrera
Después de graduarse, Burés obtuvo una beca posdoctoral con la profesora Donna Blackmond en el Instituto de Investigación Scripps en California. Más tarde se unió al Departamento de Química del Imperial College London en 2013 como investigador del Imperial College y se trasladó a la Universidad de Manchester en 2016 como profesor de química orgánica .

### Trabajos relevantes
En 2016, Burés produjo un nuevo método gráfico simple para dilucidar el orden en catalizadores, donde se demostró que una escala de tiempo normalizada t [ cat ] T n podía ajustar perfiles de reacción completos construidos con datos de concentración. La investigación demostró además que, en comparación con los métodos que utilizan tasas, el método propuesto es más rápido, requiere menos experimentos y minimiza los efectos de los errores experimentales. Este método se conoce generalmente como Análisis de Normalización de Tiempo Variable.
En 2012, Burés, Blackmond y Armstrong dirigieron un estudio mecanístico sobre la adición conjugada de aldehídos a nitroolefinas y la α-cloración de aldehídos catalizada por éter de diarilprolinol que pudo demostrar que el resultado estereoquímico de los productos de ambas reacciones no es determinado por el estado de transición del paso en el que se forma el centro estereogénico, sino que está correlacionado con la estabilidad relativa y la reactividad de los intermedios diastereoisómeros corriente abajo en el ciclo catalítico. Por lo tanto, esto proporcionó evidencia para sugerir que este concepto puede representar un fenómeno general para los catalizadores basados en pirrolidina que carecen de un protón de dirección ácido.

### Premios y nominaciones
- Premio Hickinbottom de la Real Sociedad de Química (2020)[11]
- Premio Investigador Joven de la Real Sociedad Española de Química (2019)[12]
- Premio Thieme Chemistry Journals (2018)[13]

### Principales Publicaciones
- Bures, Jordi; Companyó, Xavier (2017). «Distribution of Catalytic Species as an Indicator To Overcome Reproducibility Problems». Journal of the American Chemical Society 139 (25): 8432-8435. PMID 28613855. doi:10.1021/jacs.7b05045. Consultado el 31 de enero de 2021.
- Bures, Jordi (2016). «A Simple Graphical Method to Determine the Order in Catalyst». Angewandte Chemie International Edition 55 (6): 2028-2031. PMC 4797368. PMID 26749539. doi:10.1002/anie.201508983.
- Bures, Jordi (2016). «Variable time normalization analysis: General graphical elucidation of reaction orders from concentration profiles». Angewandte Chemie International Edition 128 (52): 16318-16321. doi:10.1002/ange.201609757. Consultado el 31 de enero de 2021.
- Bures, Jordi; Armstrong, Alan; Blackmond, Donna G (2012). «Curtin–Hammett paradigm for stereocontrol in organocatalysis by diarylprolinol ether catalysts». Journal of the American Chemical Society 134 (15): 6741-6750. PMID 22452319. doi:10.1021/ja300415t. Consultado el 31 de enero de 2021.
- Bures, Jordi; Armstrong, Alan; Blackmond, Donna G (2011). «Mechanistic Rationalization of Organocatalyzed Conjugate Addition of Linear Aldehydes to Nitro-olefins». Journal of the American Chemical Society 133 (23): 8822-8825. PMID 21568340. doi:10.1021/ja203660r. Consultado el 31 de enero de 2021.